# Rapla (obec)
Obec Rapla (estonsky Rapla vald) je samosprávná jednotka estonského kraje Raplamaa, zahrnující město Rapla a řadu dalších okolních sídel. Obec se v roce 2017 rozšířila o území rušených sousedních obcí Juuru, Kaiu, Raikküla.

## Sídla
Samosprávná obce sestává z města Rapla, městeček Alu, Hagudi, Juuru, Kaiu a Kuusiku a dále vesnic: Äherdi, Alu-Metsküla, Aranküla, Atla, Hagudi (dorp), Härgla, Helda, Hõreda, Iira, Jalase, Jaluse, Järlepa, Juula, Kabala, Kaigepere, Kalda, Kalevi, Karitsa, Kasvandu, Kelba, Keo, Kodila, Kodila-Metsküla, Koigi, Koikse, Kõrgu, Kuimetsa, Kuku, Kuusiku-Nõmme, Lipa, Lipametsa, Lipstu, Loe, Lõiuse, Lõpemetsa, Mahlamäe, Mahtra, Maidla, Mällu, Metsküla, Mõisaaseme, Nõmme, Nõmmemetsa, Nõmmküla, Oblu, Oela, Ohulepa, Oola, Orguse, Palamulla, Pirgu, Põlliku, Põlma, Purila, Purku, Raela, Raikküla, Raka, Ridaküla, Röa, Sadala, Seli, Seli-Nurme, Sikeldi, Sulupere, Suurekivi, Tamsi, Tapupere, Tolla, Toomja, Tõrma, Tuti, Ülejõe, Ummaru, Uusküla, Vahakõnnu, Vahastu, Väljataguse, Valli, Valtu, Vana-Kaiu, Vankse a Vaopere.